# Life In Technicolor II
«Life In Technicolor» — первый сингл британской рок-группы Coldplay с их мини-альбома Prospekt's March (2008). Он был выпущен 2 февраля 2009 года.

## Клип
Премьера музыкального видео состоялась 20 января 2009 года на 4Music и Channel 4. Режиссером этого видео является Дугал Уилсон. Все начинается с того, что группа детей сидит и ждет традиционного кукольного представления Панч и Джуди в Олденхэмском военном мемориальном зале. Внезапно группа появляется в виде марионеток «на сцене» и начинает исполнять песню, которая смущает и несколько выбивает из колеи детей и взрослых в комнате. Девушка в зале узнает участников группы, переводя взгляд с них на обложку книги, которую держит в руках, которая представляет собой вымышленную «неофициальную биографию» Coldplay под названием Playin' It Cool. Кукольное представление становится все более экстравагантным по мере продолжения видео, в конечном итоге показывая пиротехнику, фронтмена Криса Мартина, который гоняет толпой по детям, и выступление Панча и Джуди, трюки на мотоцикле по сцене. Наконец, после окончания песни участники группы puppet садятся в миниатюрный вертолёт, и после взлёта барабанщик Уилл Чемпион бросает свои барабанные палочки девушке в зале, прежде чем вертолёт разбивается об окно, когда они улетают. Девочка смотрит на крошечные ножки в своих руках и улыбается. Джеймса Кларксона и пятого участника Coldplay, Фила Харви, можно увидеть на видео.

## Награды
Клип был номинирован в категориях «Лучшая художественная режиссура в видео» и «Лучшие визуальные эффекты в видео» на британской премии Music Video Awards 2009, и за лучшее музыкальное видео на 52-й ежегодной премии Грэмми. Pitchfork включили трек в свой список без рейтинга «Лучшие музыкальные клипы 2009 года».

## Использование в поп-культуре
Короткую инструментальную версию этой песни (выпущенную на Viva la Vida) можно услышать в фильме «Ночь в музее: битва при Смитсоновском институте», который заканчивается сценой с Беном Стиллером и Эми Адамс. Он также использовался в репортаже Sky Sports «Ford Super Sunday» в сезоне 2008/2009, а также в передаче «Матч дня» в том же сезоне. Эта версия использовалась в начале циркового шоу на ипподроме Грейт-Ярмута (Великобритания) в 2009 году. NFL Network также использовала его для освещения Скаутского объединения НФЛ 2009 года, а также для освещения драфта НФЛ 2009 года. Песня также звучала во время открытия церемонии вручения премии ESPY Awards 2009. Инструментальная версия песни используется в предполетном 4D-шоу London Eye. Часть инструментальной версии также использована при презентации MacBook Air от Apple Inc. 2008 года выпуска, а также MacBook конца 08-го. Песня также была использована в рекламном ролике на Службе общественного вещания (PBS) для основной программы PBS. Life in Technicolor II был использован в рекламе Уимблдона 2013 на телеканале ESPN.

## Плейлист
| №  | Название                                          | Длительность |
| -- | ------------------------------------------------- | ------------ |
| 1. | «Life in Technicolor II»                          | 4:05         |
| 2. | «Life in Technicolor II» (Live at The O2, London) | 3:36         |
| 3. | «The Goldrush»                                    | 2:29         |

| №  | Название                 | Длительность |
| -- | ------------------------ | ------------ |
| 1. | «Life in Technicolor II» | 4:05         |
| 2. | «The Goldrush»           | 2:29         |

## Участники записи
- Крис Мартин — композиция, исполнение
- Гай Берримен — композиция, исполнение
- Джонни Баклэнд — композиция, исполнение
- Уилл Чемпион — композиция, исполнение
- Джон Хопкинс — орган, фисгармония, синтезаторы
- Майк Кецнер — ситар
- Давиде Росси — струнные

## Чарты

### Чарты недели
| Чарт (2008—2009)                        | Позиция |
| --------------------------------------- | ------- |
| Австрия (Ö3 Austria Top 40)             | 53      |
| Бельгия/Фландрия (Ultratop 50)          | 39      |
| Бельгия/Валлония (Ultratip)             | 2       |
| СНГ (Tophit)                            | 151     |
| Исландия (RÚV)                          | 5       |
| Ирландия (IRMA)                         | 29      |
| Мексика Ingles Airplay                  | 5       |
| Нидерланды (Dutch Top 40)               | 15      |
| Нидерланды (Single Top 100)             | 30      |
| Швейцария (Schweizer Hitparade)         | 39      |
| Великобритания (UK Singles Chart)       | 28      |
| США (Billboard Adult Alternative Songs) | 1       |
| США (Billboard Adult Top 40)            | 19      |
| США (Billboard Alternative Songs)       | 21      |

### Итоговые чарты
| Чарт (2009)               | Позиция |
| ------------------------- | ------- |
| Нидерланды (Dutch Top 40) | 71      |

## История выпусков
| Страна                     | Дата           | Формат                                |
| -------------------------- | -------------- | ------------------------------------- |
| Великобритания             | декабрь 2008   | Промо CD                              |
| Великобритания             | 20 января 2009 | Музыкальное видео (airplay)           |
| Разные                     | 20 января 2009 | Музыкальное видео (YouTube streaming) |
| Великобритания, Нидерланды | 30 января 2009 | Цифровая дистрибуция                  |
| Великобритания             | 2 февраля 2009 | 7" виниловый                          |